# Шринагар
Шринагар (на хинди: श्रीनगर; на урду: سرینگر, на кашмирски: سِرېنَگَر, на английски: Srinagar) е град в Индия, летен административен център на щат Джаму и Кашмир и окръг Шринагар, разположен на брега на езерото Дал. През 2011 г. има 1 180 570 жители.